# La canzone rubata
La canzone rubata è un film del 1941 diretto da Max Neufeld.

## Trama
Una giovane e sconosciuta compositrice presenta una sua canzone ad un editore, per essere esaminata, se non che, costui crede che il motivetto sia opera di un famoso autore e la pubblicherà.
Il vero autore della canzone, invece di mostrare rancore verso la falsa autrice, l'aiuta, inserendo le proprie composizioni insieme a quelle ideate dalla ragazza e destinate ad uno spettacolo di varietà.
Lo spettacolo avrà un grande successo e l'amore sboccerà tra i due.

## La critica
Osvaldo Scaccia scrisse su Film del 9 agosto 1941:

## Manifesti e locandine
La realizzazione dei manifesti per il film fu affidata al pittore cartellonista Carlo Antonio Longi.